# Kondemnation
|  | Sammenskrivningsforslag Artiklen Kondemnation er foreslået føjet ind i Kondemnering. (Siden juni 2022) Diskutér forslaget Kort begrundelse: De to artiklene virker å omhandle svært relaterte temaer |

Kondemnation (latin), domfældelse. I søforsikringsretten betegner kondemnation den forsikredes opgivelse af retten til et skib til fordel for forsikreren mod at få forsikringssummen udbetalt; dette kan han efter sølovene gøre, når skibet ikke er værd at istandsætte, men forsikringspolicerne indeholder i reglen den betingelse, at uistandsættelighedserklæringen kun er bindende for forsikreren, når skibets værdi i beskadiget tilstand i forbindelse med istandsættelsesomkostningerne overstiger forsikringstaksten.
I folkeretten betegner kondemnation den udtalelse af en priseret, at et erobret fjendtligt koffardiskib er »god prise« ɔ: at ejendomsretten gyldig er gået over til erobreren.